# Arjun Maini
Arjun Maini (Bangalore, 10 december 1997) is een Indiaas autocoureur. Zijn jongere broer Kush is eveneens autocoureur.

## Carrière
Maini begon zijn autosportcarrière in 2013 in de AsiaCup Series voor het team Meritus.gp. Met vier podiumplaatsen eindigde hij als vierde in het kampioenschap met 108 punten.
In 2014 stapte Maini over naar Europa, waar hij in het BRDC Formule 4-kampioenschap voor het team Lanan Racing ging rijden. Hij won vier races op het Snetterton Motor Racing Circuit, Oulton Park, Brands Hatch en Donington Park en stond voorafgaand aan de laatste race op Snetterton bovenaan in het kampioenschap. In deze race kwam hij echter niet verder dan de vijfde plaats, waardoor George Russell, die de race won, hem inhaalde in het kampioenschap, waardoor Maini met 480 punten, drie minder dan Russell, tweede werd.
In de winter van 2015 reed Maini in de Toyota Racing Series voor het team M2 Competition. Hij won twee races op het Hampton Downs Motorsport Park en het Taupo Motorsport Park, waardoor hij achter Lance Stroll, Brandon Maïsano en Santino Ferrucci als vierde in het kampioenschap eindigde met 750 punten. Aansluitend werd bekend dat hij dat jaar zijn Formule 3-debuut ging maken in het Europees Formule 3-kampioenschap, waarin hij uitkwam voor het team Van Amersfoort Racing. Zijn seizoen kende weinig hoogtepunten, maar met een vierde en een vijfde plaats op het Circuit de Pau-Ville werd hij achttiende in het kampioenschap met 27 punten.
In 2016 maakte Maini binnen de Formule 3 de overstap naar het team ThreeBond with T-Sport. Na vier raceweekenden, waarin hij slechts drie punten had gescoord, verliet hij het kampioenschap. Niet veel later werd bekend dat hij vanaf het raceweekend op Silverstone in de GP3 zou gaan rijden voor het team Jenzer Motorsport als vervanger van Óscar Tunjo. Tijdens zijn tweede raceweekend op de Hungaroring behaalde hij zijn eerste podiumplaats. Uiteindelijk werd hij met 50 punten tiende in de eindstand.
In 2017 reed Maini zijn eerste volledige seizoen in de GP3 voor Jenzer Motorsport. Daarnaast werd hij dat jaar aangesteld als ontwikkelingscoureur van het Formule 1-team Haas. Tijdens het eerste raceweekend in de GP3 op het Circuit de Barcelona-Catalunya behaalde hij zijn eerste overwinning in het kampioenschap. Met nog een podiumplaats op het Yas Marina Circuit eindigde hij als negende in het klassement met 72 punten.
In 2018 maakte Maini de overstap naar de Formule 2, waarin hij debuteerde voor het team Trident. Met drie vijfde plaatsen als beste klasseringen werd hij zestiende in het kampioenschap met 24 punten.
In 2019 stapte Maini over naar de European Le Mans Series, waarin hij voor het team RLR MSport uitkomt in de LMP2-klasse met teamgenoten John Farano en Bruno Senna. Voor dit team maakte hij dat jaar zijn debuut tijdens de 24 uur van Le Mans, waarin Senna werd vervangen door Norman Nato. Vanaf het raceweekend op de Red Bull Ring keerde hij terug in de Formule 2 als vervanger van Dorian Boccolacci bij het team Campos Racing.